# Subaugusta (stolica tytularna)
Subaugusta (łac. Dioecesis Subaugustanus) – stolica historycznej diecezji w Italii, erygowanej ok. roku 450, a włączonej w roku 502 w skład diecezji Palestrina.
Starożytne miasto Subaugusta znajduje się obecnie w granicach administracyjnych Rzymu. Obecnie katolickie biskupstwo tytularne ustanowione w 1966 przez papieża Pawła VI.

## Biskupi tytularni
| Lp. | Biskup              | Funkcja                              | Od               | Do              |
| --- | ------------------- | ------------------------------------ | ---------------- | --------------- |
| 1   | Ferdinando Maggioni | biskup pomocniczy Mediolanu (Włochy) | 14 września 1967 | 17 lipca 1980   |
| 2   | Filippo Giannini    | biskup pomocniczy Rzymu (Włochy)     | 1 grudnia 1980   | 10 lutego 2012  |
| 3   | Gianrico Ruzza      | biskup pomocniczy Rzymu (Włochy)     | 8 kwietnia 2016  | 18 czerwca 2020 |
| 4   | Dario Gervasi       | biskup pomocniczy Rzymu (Włochy)     | 31 sierpnia 2020 |                 |